# Beffroi de Tournai
Le beffroi de Tournai (haut de 72 m) est le plus ancien beffroi de Belgique et il est inscrit au Patrimoine majeur de Wallonie. Créé au XIIe siècle, il est le plus vieux des beffrois conservés en Belgique. Il figure sur le Plan relief de la ville de Tournai, en bordure de la Grand-Place de la ville.

## Histoire
En 1188, le roi de France Philippe Auguste cherche un allié dans sa lutte avec le comte de Flandre Philippe d'Alsace . Il a accordé à Tournai le droit d' horloge qui signifiait le droit de construire un beffroi. Une tour carrée de 30 mètres de haut a été érigée à un endroit où il aurait pu y avoir une tour d'un ancien mur romain auparavant. Il fut consolidé dès 1294. Avant cette date la tour 
«  devait se présenter comme une simple tour carrée terminée par une terrasse crènelée et flanquée aux angles de contreforts arrondis. Ce beffroi devait sembler grêle et peu solide. Aussi, dès 1294, on songea à le fortifier. On construisit les contreforts à pans coupés, les tourelles octogonales des angles et on exhaussa la tour de toute la hauteur de la grande fenêtre. On surmonta le tout d'une flèche en ardoise et de clochetons. »
En 1294, la tour est aussi considérablement surélevée (70 m). Le beffroi a également reçu des tours latérales et une flèche avec un dragon doré. Cela a coïncidé avec d'autres travaux d'agrandissement sur les murs de la ville et la cathédrale Notre-Dame . 
Après un violent incendie, le beffroi a été restauré en 1392 et de nouvelles cloches et décorations (sirènes , tritons et bannières) ont été ajoutées.
Divers autres arrangements intervinrent au cours des siècles.
Le plan  horizontal du beffroi a la forme d'un parallélogramme irrégulier avec des contreforts à pans coupés. Construit en pierre bleue, il mesure 70 mètres de haut. La première partie est entre le sol et la première galerie intérieure, la deuxième atteint la seconde et la troisième la flèche et les tourelles.
Un escalier de 257 marches permet d'atteindre cinq étages de pièces servant autrefois de prison.
Sa bancloque (ou cloche à ban) alertait les tournaisiens de la tenue d’un procès, d’une exécution ou d’un danger (attaque de la ville, incendie…) ou avertissait de l’ouverture et fermeture des portes de la ville ou annonçait une fête publique. Il a abrité une chambre pour le carillonneur.
En 1535 la ville y installe un carillon et de nouveaux décors sculptés (dragon, sirènes, tritons et bannières) alors qu’il sert aussi de prison communale.
En 1782, le dragon qui surmontait le beffroi fut remplacé par un globe terrestre surmonté de l'aigle autrichienne, en souvenir de la visite de l'empereur Joseph II à Tournai en 1781.
Pendant des centaines d'années, le beffroi a survécu à des périodes turbulentes.
En 1844, il a été décidé d'adapter le bâtiment au style dominant de l'époque. Une nouvelle restauration s'ensuit et la tour a ainsi un style néo-gothique . Cette restauration a été confiée à Bruno Renard et Justin Bruyenne.
Pendant la Première Guerre mondiale , le beffroi a de nouveau servi de tour de guet.
En 1948, les 4 sculptures de hurlus surplombant les quatre tourelles d'angle (figurant un canonnier, un joueur à glaive, un arbalétrier et un archer), sont supprimées et remplacées par quatre statues sculptées par Stella Laurent figurant toutes un « communier » (bourgeois urbain).
En 1992, le beffroi subit une nouvelle période de restauration et sera rouvert au public qu’en  2002.
En 1999, le beffroi est inscrit sur la Liste du patrimoine mondial de l'UNESCO dans le cadre de l'enregistrement collectif des beffrois de Belgique et de France .
En 2004, le carillon est à son tour restauré.

## Utilisations
Le beffroi servait comme tour de guet, comme prison, comme clocher, tour d'horloge, et comme hôtel de ville. Il était le symbole de l'autonomie communale de Tournai et conservait précieusement les chartes qui l’attestaient. Il est devenu un site UNESCO en 1999.
Il est aujourd’hui utilisé pour des spectacles multimédias et pour accueillir des expositions (Une petite exposition et une présentation audiovisuelle illustrent son histoire.). Son carillon (qui n’est pas d’origine) est joué chaque dimanche d’été vers 15 h 30.

## Horloges
Des quatre cloches que Robins de Croisilles a coulées après le grand incendie de la ville (1393), deux ont été conservées: la Bancloque et la Tocsin . Lorsque la Bancloque de cinq tonnes sonnait, la population savait qu'une annonce importante serait faite sur la Grand-Place (décision, verdict, exécution ...). Au sommet de la lanterne pend l'horloge  Tocsin , également appelée Timbre . C'était l'alarme incendie. Le Vigneron a éclaté en 1416 et a été refondu. La cloche a supervisé l'ouverture et la fermeture des portes de la ville et des bars. Dans les attaques contre la ville, le Bancloque et le Vigneron sonnèrent en même temps pour invoquer les  poorter.

## Carillon
Au milieu du XVIe siècle, le beffroi a obtenu un don des magistrats de la ville à travers onze cloches, augmentées à 43 en 1747. Les cloches du carillon pèsent au total 13 100 kg. Aujourd'hui, le carillon se compose de 55 cloches. Ils pendent dans une pièce protégée par des tables d' harmonie .

## Photos

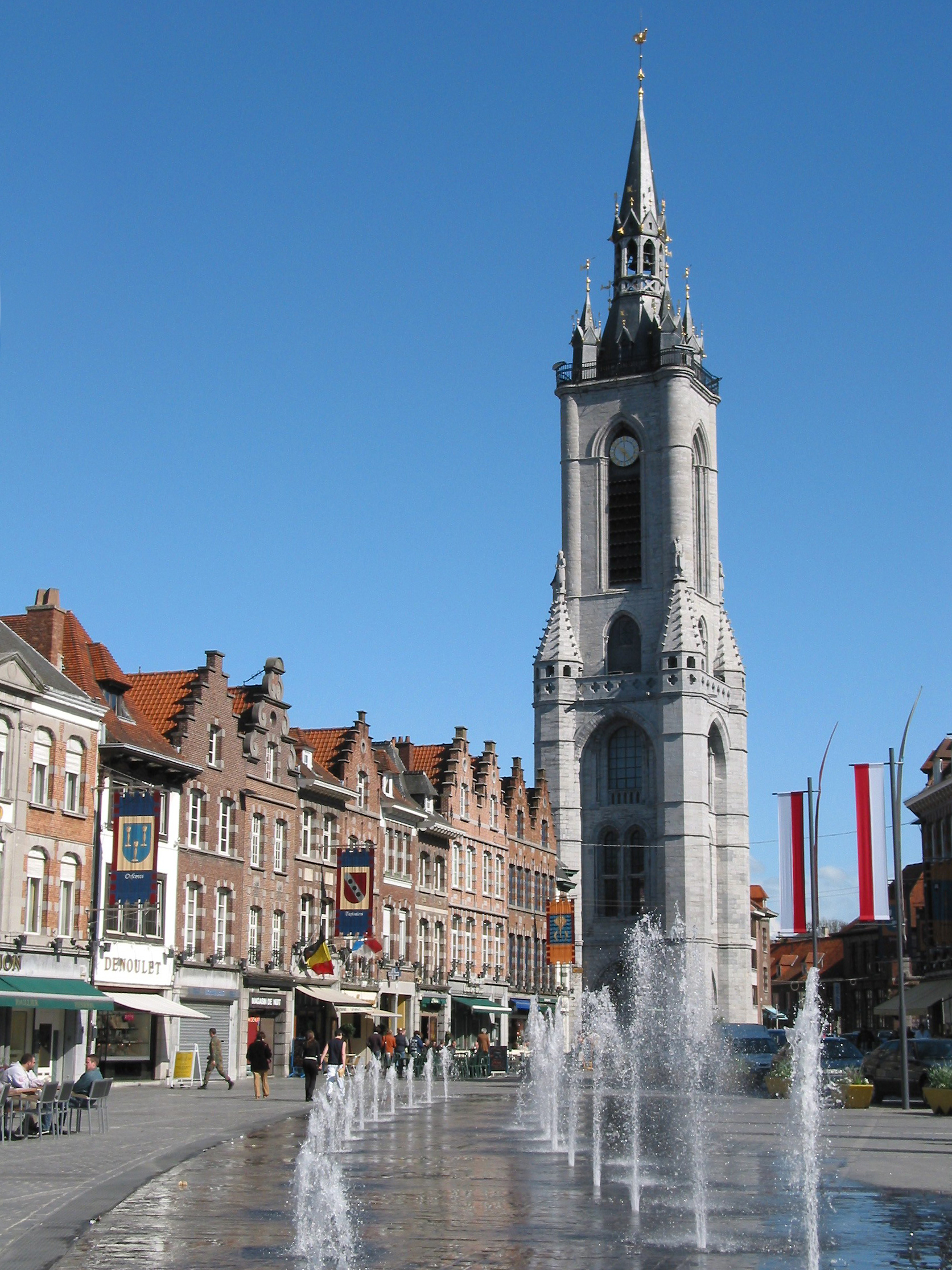
Le beffroi de Tournai.
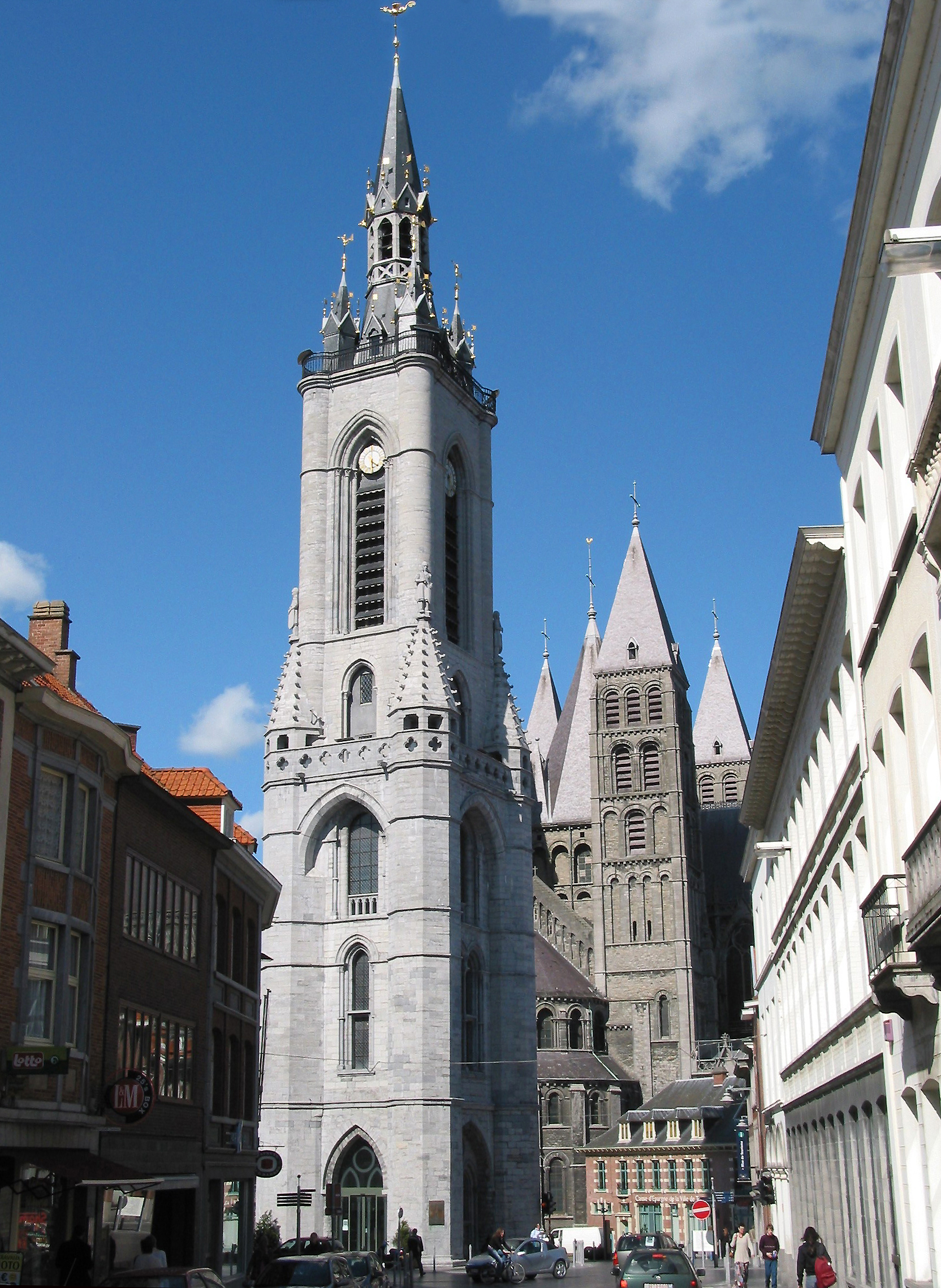
Le beffroi de Tournai et la cathédrale Notre-Dame.
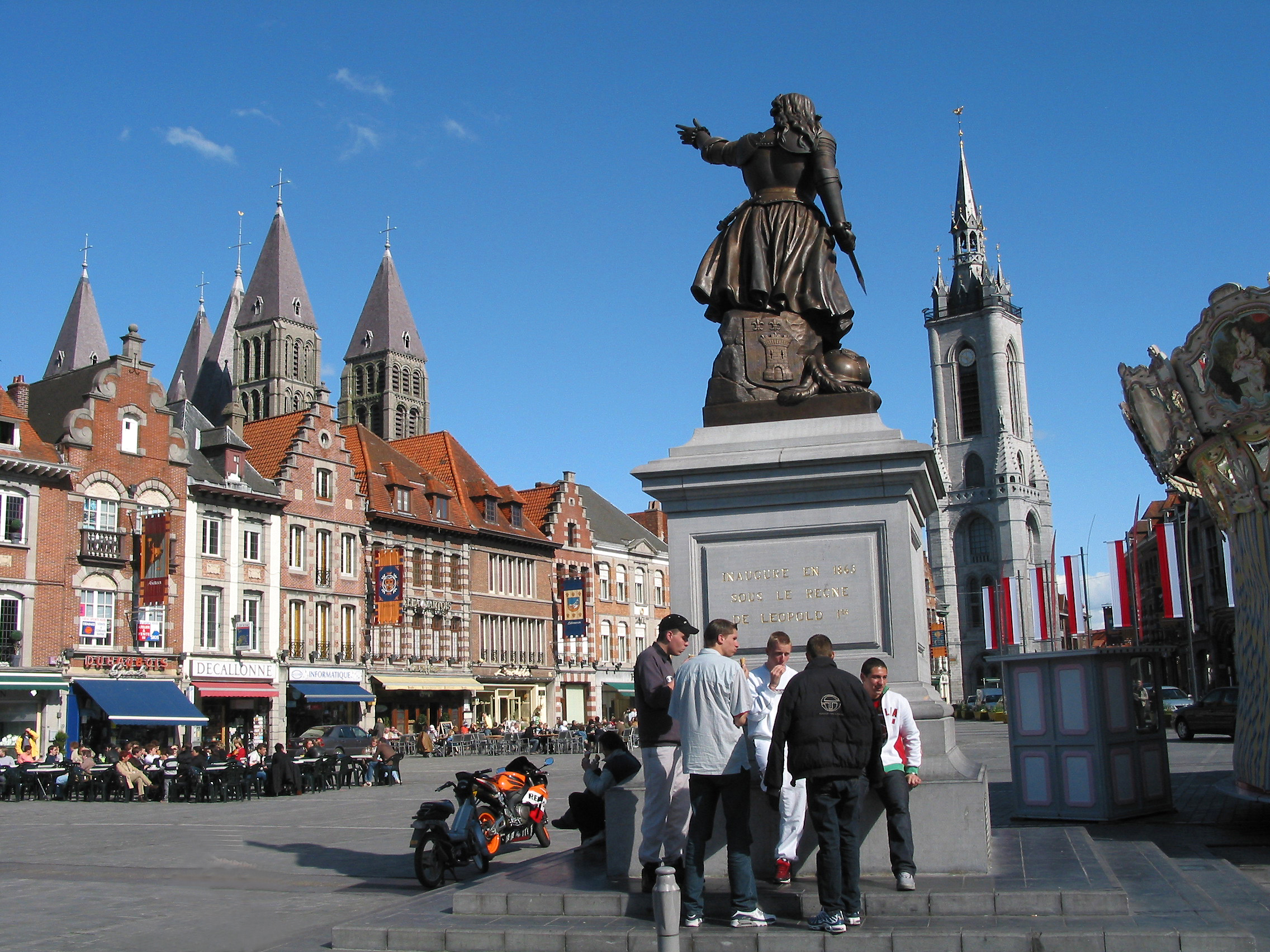
La Grand-Place de Tournai, le beffroi à droite et la cathédrale à gauche.
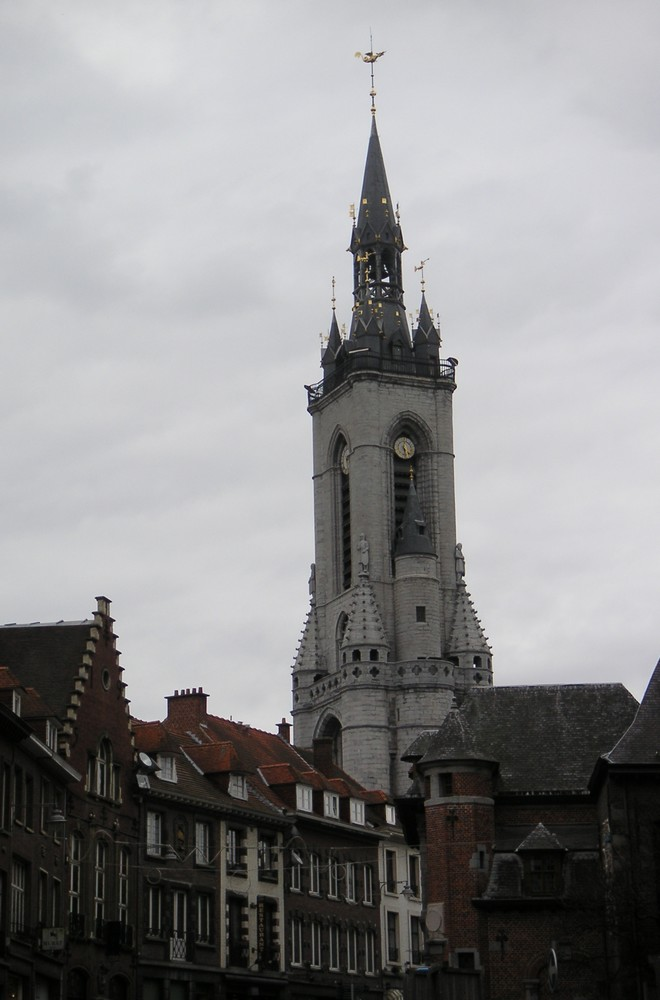